# São Martinho de Árvore
Pour les articles homonymes, voir São Martinho.
São Martinho de Árvore est une ancienne paroisse civile portugaise (en portugais : freguesia) de la municipalité de Coimbra dans le district du même nom.
La loi no 11-A/2013 du 28 janvier 2013, portant réorganisation administrative du territoire des freguesias, fusionne São Martinho de Árvore avec la paroisse voisine de Lamarosa pour former l’União das freguesias de São Martinho de Árvore e Lamarosa (dont le siège est à Lamarosa).